# 小沼慶多
小沼 慶多（おぬま けいた、1987年7月22日 - ）は、神奈川県伊勢原市出身の元高校野球指導者、元高校教師。2020年にはベースボール・チャレンジ・リーグの神奈川フューチャードリームス球団職員を務めた。2024年現在は藍師として活動している。

## 経歴
実家は桜台にある小沼酒店で、幼い頃は両親と配達に行くのが好きだった。小学2年生のとき、兄の影響で地元の少年野球チームに参加。伊勢原市立伊勢原中学校の野球部では主将を務めた。卒業後は横浜市立横浜商業高等学校に進学。硬式野球部では捕手としてプレーし、間曽晃平（BCリーグ・新潟元投手、松本大学コーチ）とバッテリーを組んだ。
高校卒業後は神奈川大学人間科学部人間科学科スポーツ健康コースに入学。硬式野球部では、高校時代に引き続き間曽とバッテリーを組む。小沼は野球は大学までと決めており、その後は指導者を志していたため、学生コーチを務めたり、大学2年生からは向上高等学校の外部指導員も務めたりした。外部指導員として指導した頃には同校の県準優勝にも貢献している。
大学卒業後は松本市内の中学校を経て、2012年度より向上高等学校に保健体育教員として勤務。大学時代の外部指導員の頃を含んで同校の硬式野球部のコーチを通算7年間務めた。
同校の野球部から退部した選手が通信制の星槎国際高等学校湘南学習センターで野球を続けていることを知り、どんなところか興味を持ったことから、2017年度より星槎国際高等学校八王子学習センターの教員に転職。2018年度から全国高校定時制通信制軟式野球連盟に加盟した同校の野球部（軟式）では監督を務めた。
星槎国際八王子で生徒の進路相談に乗っているときに、プロ野球独立リーグのベースボール・チャレンジ・リーグの存在を知る。2020年シーズンからは地元球団となる神奈川フューチャードリームスがリーグに新規参入することから、地元で酒屋を営み続けた両親の影響もあって野球での地域貢献に挑戦する意欲が増し、約10年間務めた教員職からの転職を決意。2020年2月よりスタッフとして神奈川球団（株式会社神奈川県民球団）に合流した。当時、小沼は2019年度の高校3年生のクラス担任だったが、2月には授業も無くなり、生徒の進路も決まっていたことから、この頃より合流することとなった。
神奈川球団では地域貢献担当兼チームマネージャーとして活動。地元の企業等へのチームの広報活動をして回る一方で、マネージャーとして練習場所の手配やグラウンド整備、試合中はスコアラーを務めたりなど、実に多くの役割を担っていた。2020年シーズンのリーグチャンピオンシップ優勝をきっかけに1年限りで退職。
2021年からは、神奈川球団のオフィシャルサプライヤーでもあった、伊勢原市内に本社を置く濱田精麦株式会社に転職し、精麦業に精を出している。社業外ではレーザー彫刻を嗜み、「レーザーマン」と名乗るInstagramアカウントを開設していた。
同年、伊勢原市で藍染工房「阿夫利ブルーブランド」を立ち上げ、藍染師・藍農家として活動を始め、2022年5月からは「ART MORIYA」にて活動。日本伝統の藍と現代左官を融合させた初代藍左師の守谷玲太の下で経験を積み、2023年6月30日、二代目藍左師を襲名した。